# USS Puget Sound (CVE-113)
«П'юджет-Саунд» (англ. USS Puget Sound (CVE-113)) — ескортний авіаносець США часів Другої світової війни типу «Комменсмент Бей». Другий корабель з такою назвою у складі ВМС США. Названий на честь затоки П'юджет-Саунд.

## Історія створення
Авіаносець «П'юджет-Саунд» був закладений 12 травня 1943 року на верфі «Todd Pacific Shipyards» у Такомі під назвою «Hobart Bay», але 5 червня 1944 року перейменований на «П'юджет-Саунд». Спущений на воду 30 листопада 1944 року, вступив у стрій 18 червня 1945 року.

## Історія служби
Після вступу у стрій авіаносець «П'юджет-Саунд» вирушив на Далекий Схід, де брав участь в операції «Чарівний килим», у ході якої здійснив 2 рейси, перевізши з Далекого Сходу на батьківщину 1200 американських військовослужбовців.
18 жовтня 1946 року корабель був виведений у резерв.
12 червня 1955 року «П'юджет-Саунд» був перекласифікований в ескортний вертольотоносець CVHE-113, 7 травня 1959 року перекласифікований в авіатранспорт AKV-13.
1 червня 1960 року корабель був виключений зі списків флоту і у 1962 році проданий на злам.